# Guangshens järnvägsbolag
Guangshens järnvägsbolag (kinesiska: 廣深鐵路公司) är operatören på den 152 km långa Guangshens järnväg mellan Guangzhou och Shenzhen i Guangdong i Kina. Företaget transporterar passagerare och gods mellan Shenzhen och Pingshi och har även långväga passagerarturer. Guangshens järnvägsbolag samarbetar med MTR Corporation Limited i Hongkong för att hantera Guangdong Through Train-passagerartrafiken.
Guangshens järnvägsbolag grundades i Kina 1996. Dess aktier och ADR är noterade på Hongkongbörsen och New Yorkbörsen sedan dess, och på Shanghaibörsen sedan 2006. Bolaget är för närvarande den enda kinesiska tågoperatör som finns noterat i Hongkong, Shanghai och New York. Guangshens järnvägsbolag ägde  mellan 1999 och 2014 en svensk X2:a ,år 2014 köpte dock SJ tillbaka tåget.